# Dicranella skottsbergii
Dicranella skottsbergii là một loài rêu trong họ Dicranaceae. Loài này được Cardot & Broth. mô tả khoa học đầu tiên năm 1923.